# Kappa Gruis
Kappa Gruis (83 Gruis) é uma estrela na direção da constelação de Grus. Possui uma ascensão reta de 23h 04m 39.57s e uma declinação de −53° 57′ 52.7″. Sua magnitude aparente é igual a 5.37. Considerando sua distância de 390 anos-luz em relação à Terra, sua magnitude absoluta é igual a −0.02. Pertence à classe espectral K5III.